# Juan Escolá
Juan Escolá, né le 26 décembre 1927 à Anglesola (Catalogne) est mort le 20 juillet 1963 à Sabadell (Catalogne), est un coureur cycliste espagnol. Professionnel de 1955 à 1962, il a notamment remporté une étape du Tour de Catalogne.
Le Trofeu Joan Escolà, course régionale catalane, est organisé en son hommage depuis 1969. 

## Palmarès
- 1952
  - 2e du GP Catalunya
  - 3e du Trofeo Masferrer
- 1955
  - 3e du Championnat de Catalogne
- 1956
  - 3e étape du Tour de Catalogne
- 1958
  - 2e du Tour du Levant
- 1960
  - 3e du Trofeo Jaumendreu
- 1961
  - 4e étape du Tour de Colombie

## Résultats sur les grands tours

### Tour d'Italie
- 1955 : 84e

### Tour d'Espagne
7 participations
- 1956 : abandon (5e étape)
- 1957 : 28e
- 1958 : abandon (10e étape)
- 1959 : abandon (17e étape)
- 1960 : abandon (11e étape)
- 1961 : abandon (14e étape)
- 1962 : abandon (16e étape)